# Paraeuchaeta tumidula
Paraeuchaeta tumidula är en kräftdjursart som först beskrevs av Georg Ossian Sars 1905.  Paraeuchaeta tumidula ingår i släktet Paraeuchaeta och familjen Euchaetidae. Inga underarter finns listade i Catalogue of Life.